# Paraplagusia longirostris
Paraplagusia longirostris is een straalvinnige vissensoort uit de familie van hondstongen (Cynoglossidae). De wetenschappelijke naam van de soort is voor het eerst geldig gepubliceerd in 1991 door Chapleau, Renaud & Kailola.